# Hercostomus rothi
Hercostomus rothi är en tvåvingeart som först beskrevs av Zetterstedt 1859.  I den svenska databasen Dyntaxa används istället namnet Hercostomus praeceps. Hercostomus rothi ingår i släktet Hercostomus och familjen styltflugor. Arten är reproducerande i Sverige. Inga underarter finns listade i Catalogue of Life.